# Marie Tussaud
Marie Tussaud, rozená Grosholt (1. prosince 1761 ve Štrasburku – 16. dubna 1850 v Londýně) byla známá tvůrkyně voskových soch a zakladatelka po ní nazvaného muzea v Londýně.

## Život
Marie se narodila jako dcera alsaského důstojníka Josepha Grasholtze a švýcarské matky Anny Marie Curtiusové, ovdovělé Waltherové. Otec zemřel krátce před jejím narozením a matka odešla s dětmi nejprve do Bernu, poté k svému bratrovi a Mariinu strýci Dr. Philippovi Curtiusovi (1741–1794) do Paříže. Ten pracoval jako tvůrce voskových plastik, které skladoval a sestavoval do příležitostných panoptik. Do tvorby ceroplastik zasvětil Marii, a ta se v jeho dílně seznámila s madamme Elisabeth, sestrou francouzského krále Ludvíka XVI., která práci Mariina strýce štědře dotovala. Na základě tvorby a vstřícné povahy stala se Marie velmi oblíbenou v královské rodině, s jejími členy se pravidelně stýkala a obdržela ve Versailles svůj vlastní byt. Tam pak tvořila voskové plastiky hlav příslušníků vysoké šlechty a jejich dětí. Výbuch francouzské revoluce roku 1789 znamenal pro Marii prudký pokles zájmu o její činnost a ztrátu okruhu zákazníků.
Marie prožila řadu hrůzných a traumatizujících událostí. Nejprve byla její činnost vysmívána, její výrobky nabodávány na tyče a nošeny v průvodech ulicemi, později ji revolucionáři nutili tvořit odlitky hlav popravených na gilotině. Mezi jinými zhotovila i voskové plastiky hlav krále Ludvíka XVI., královny Marie Antoinetty, revolucionářů Dantona a Robespierra aj. Tyto odlitky byly určeny pro zamýšlené muzeum revoluce. Roku 1794 zemřel Mariin strýc a ona zdědila celou sbírku ceroplastik. O rok později se Marie Grosholtzová vdala za inženýra Francoise Tussauda (zemř. 1848) a porodila dva syny (Joseph a Francois), ale již roku 1800 se se svým alkoholickým manželem rozešla. Formální rozvod proběhl v roce 1809. Po uzavření Amienského míru (1802) odjela do Velké Británie s kompletní sadou figurín a tam v období 27 let procestovala celé Spojené království, kde s úspěchem vystavovala svou sbírku. Syn Joseph se stal jejím spolutvůrcem. Roku 1835 zřídila madamme Tussaudová v Baker Street v Londýně stálé muzeum voskových figur a o 3 roky později napsala své čtivé memoáry. Roku 1842 vytvořila jako své poslední dílo vlastní voskovou podobiznu a pak předala museum svým dvěma synům. 
Zemřela 16. dubna roku 1850 v Londýně.